# St. Lorenz (Lübeck)

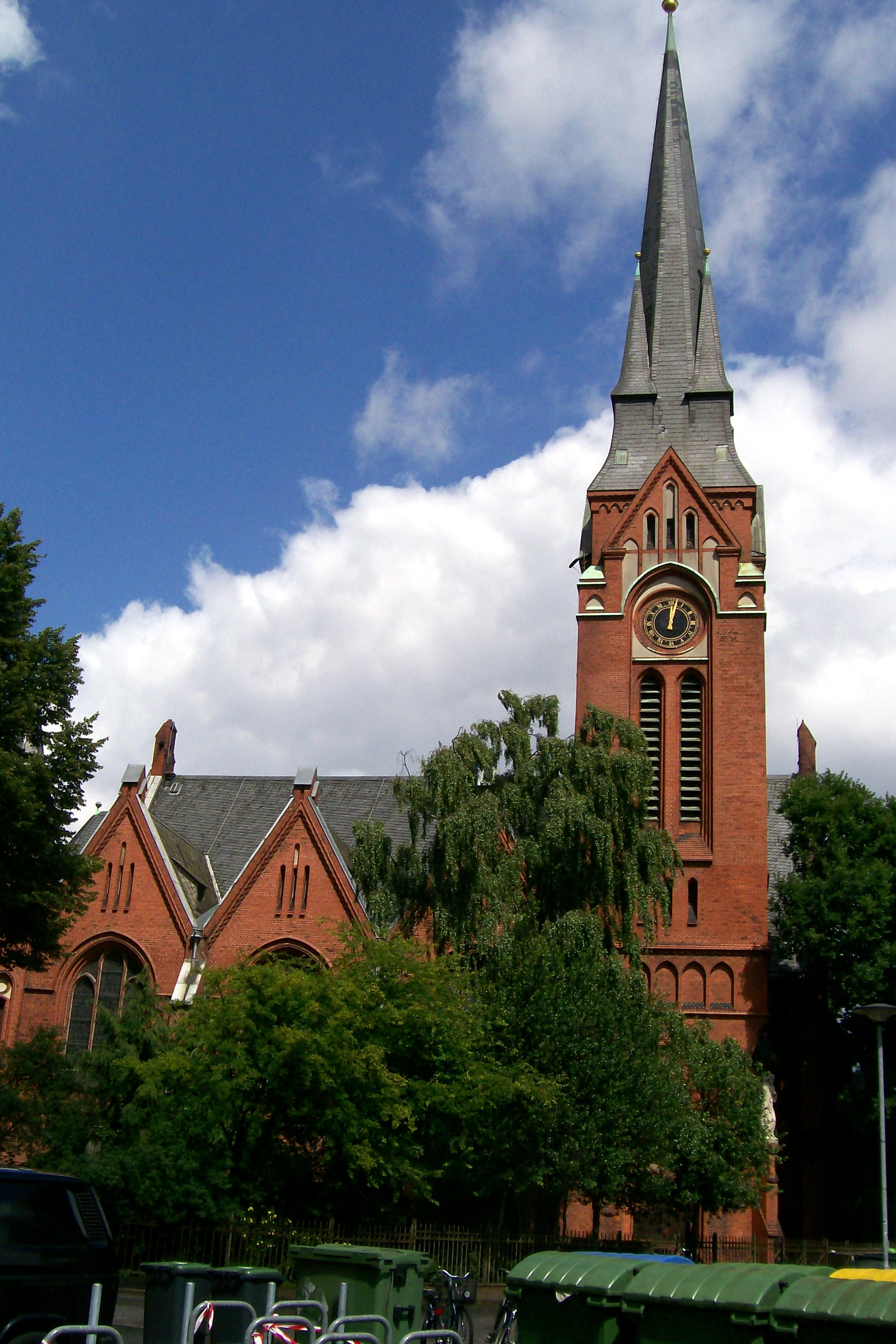
St. Lorenz, Südseite

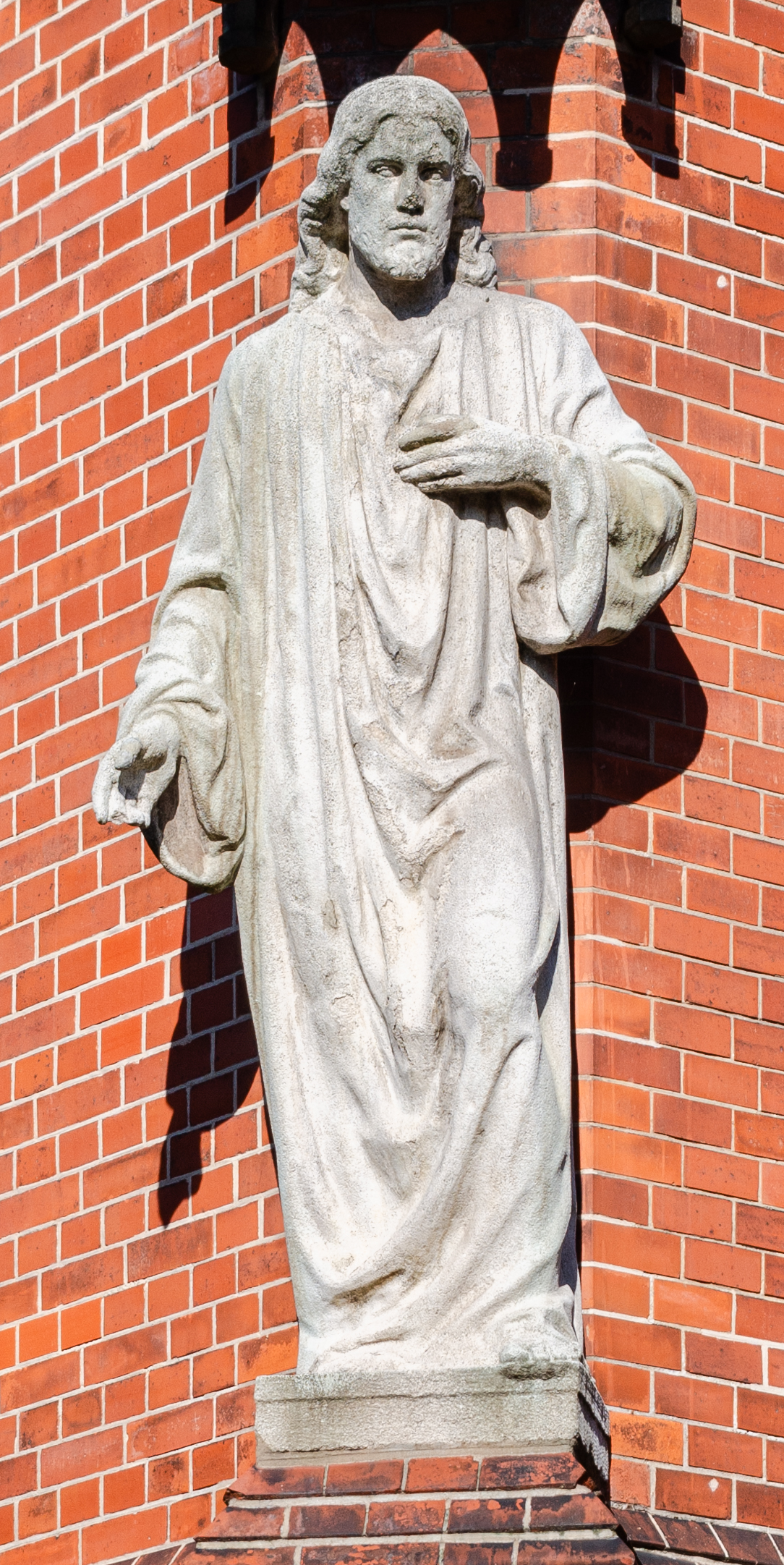
Christusfigur von Hans Schwegerle 1908

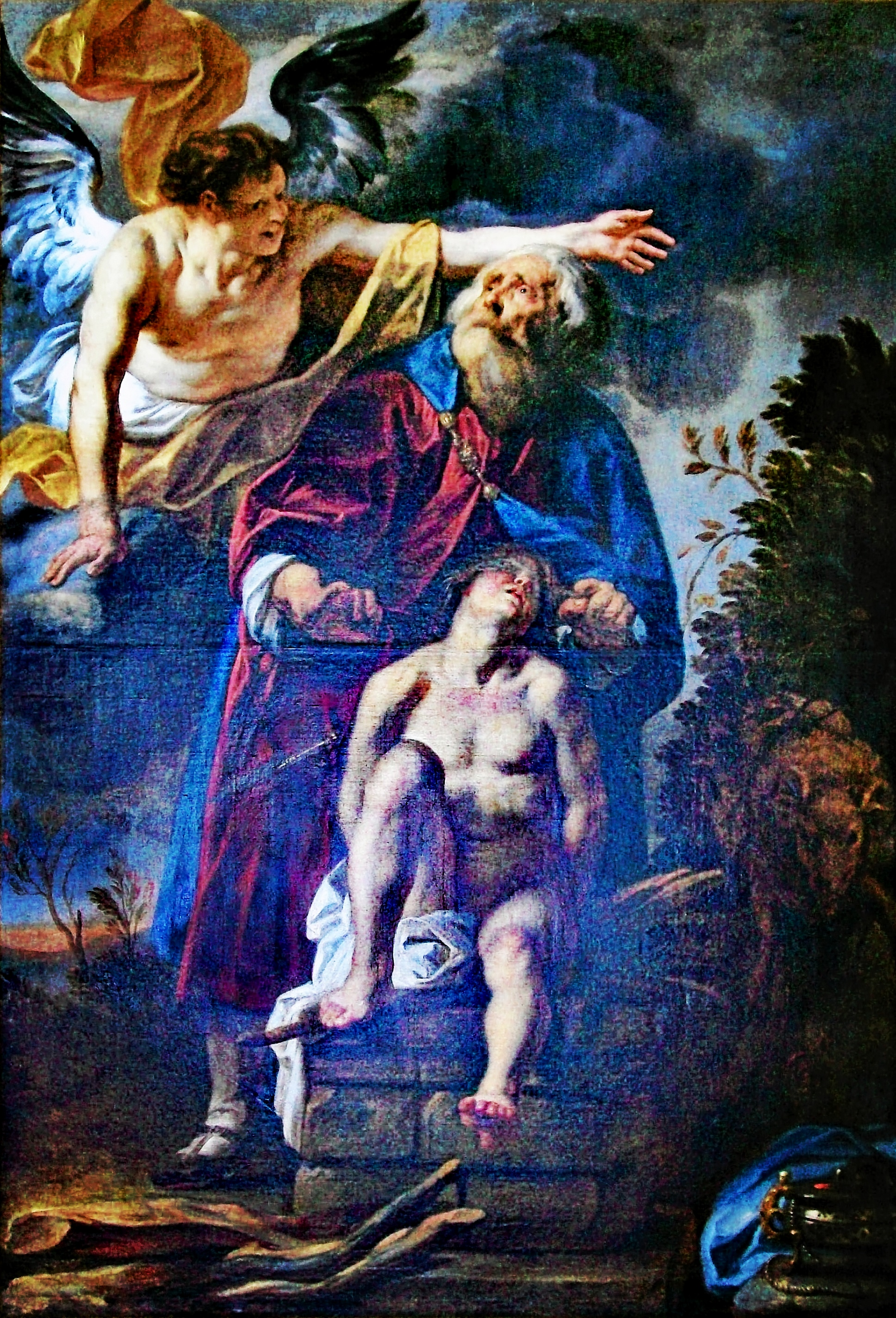
Opferung Isaaks von Jakob Jordaens

St. Lorenz ist eine evangelische Kirche in der Hansestadt Lübeck. Die Kirche liegt am Steinrader Weg in unmittelbarer Nähe nördlich des Hauptbahnhofs.
Bis 2021 gehörte die Kirche zur Evangelisch-Lutherischen Kirchengemeinde St. Lorenz. Nach Zusammenschluss der Lübecker Kirchengemeinden Bugenhagen, Friedrich von Bodelschwingh, Paul Gerhardt, St. Lorenz und St. Markus zum 1. Januar 2022 ist die Kirche ein Gotteshaus der neuen Ev.-Luth. Laurentius-Kirchengemeinde Lübeck.

## Geschichte
Die ursprüngliche St.-Lorenz-Kirche war die Kirche des ersten außerhalb der Stadtmauern gelegenen Kirchspiels, das 1669 eingerichtet wurde. Die schlichte Saalkirche besaß einen Dachreiter und eine barocke Innenausstattung. Die Kanzel wurde 1899 in die Katharinenkirche versetzt, der Altar von 1674 kam in die Georgskapelle in Schwartau. Der von der Innenausstattung erhaltene Taufengel Dietrich Jürgen Boys wird heute die Taufschale für die Taufe haltend herabgelassen.
Eine der treibenden Kräfte für den Bau einer neuen Kirche war Johannes Bernhard. Der Hauptpastor argumentierte mit der am Ende des 19. Jahrhunderts enorm gestiegenen Wohnbevölkerung, die den Neubau erzwang. Die alte Kirche wurde abgerissen und an ihrer Stelle unter dem städtischen Baudirektor Gustav Schaumann durch den Architekten und Baumeister Ernst Carl Conrad Heidenreich ein neugotischer Bau errichtet, der am 6. Mai 1900 eingeweiht wurde. Gleichzeitig entstand nur wenige Straßen weiter nördlich die Matthäikirche. Der Neubau erhielt eine neugotische Ausstattung, wobei die Kanzel und der Altar von der Firma Gustav Kuntzsch, Wernigerode, angefertigt wurden.
Dem Künstlersinn und der Freigiebigkeit von Herrmann Paulig ist es zu danken, dass die Außenfassade 1908 um eine von dem aus Lübeck stammenden Bildhauer Hans Schwegerle aus Muschelkalk angefertigten 2,20 m hohe Statue bereichert wurde. Ursprünglich hatte man vor, dem alten Namen der Kirche zu Ehren, eine Statue des heiligen Lorenz aufzustellen. Schließlich entschied man sich aber für eine Christus-Statue. Der Heiland steht so da, als ob er sagen wolle: „Um was ihr bitten werdet in meinem Namen, das will ich tun, auf dass der Vater geehret werde in dem Sohne.“ (Joh. 14.13) Dem Museum seiner Vaterstadt schenkte der Künstler eine kleinere Version der Statue. Alfred Stülcken taufte in dieser Kirche am 26. Februar 1914 Herbert Frahm. Frahm ist heute eher unter seinem Pseudonym, Willy Brandt, bekannt.
1939, während der Amtszeit des radikal deutsch-christlichen Pastors Gerhard K. Schmidt, wurde die Kirche umgestaltet. Dabei verschwand die neugotische Kanzel; der Altar kam auf den Dachboden und wurde durch Otto Flaths Christus durch die Fülle des Lebens schreitend ersetzt. 1999 wurde der neugotische Altar wieder aufgestellt, und die Flath-Skulptur rückte dafür an die Seite.
Ein barockes Gemälde auf der Empore, das die Bindung Isaaks darstellt, wurde 2001 durch einen Lübecker Kunsthistoriker als Werk aus der Werkstatt des Rubensschülers Jakob Jordaens identifiziert.

## Orgel
Nach seiner Wahl in dem Senat (1901) schenkte Emil Possehl diesem das auf einer Wanderausstellung in St. Katharinen ausgestellte Gemälde „Die Seeschlacht bei Gotland“ von Hans Bohrdt und seiner Kirchengemeinde eine neue Orgel.
Der Orgelbauer Sauer installierte eine dreimanualige Orgel, die am 28. Dezember 1921 bei einem Feuer durch einen Kurzschluss verbrannte; sie wurde durch ein Instrument der Firma P. Furtwängler & Hammer ersetzt.
In den Jahren 1993–1994 wurde dieses Instrument durch die Orgelbaufirma Lobback (Neuendeich) restauriert. Die Orgel hat 30 Register und 2 Transmissionen auf drei Manualen und Pedal. Die Trakturen sind elektropneumatisch.
| I Hauptwerk C– |                 |       |
| 1.             | Bordun          | 16′   |
| 2.             | Prinzipal       | 8′    |
| 3.             | Dolce           | 8′    |
| 4.             | Octave          | 4′    |
| 5.             | Gemshorn        | 4′    |
| 6.             | Quinte          | 2 ⁄3′ |
| 7.             | Octave          | 2′    |
| 8.             | Rauschpfeife II |       |
| 9.             | Mixtur V        |       |
| 10.            | Trompete        | 8′    |

| II Oberwerk C– |                 |       |
| 11.            | Gedackt         | 8′    |
| 12.            | Quintade        | 8′    |
| 13.            | Prinzipal       | 4′    |
| 14.            | Rohrflöte       | 4′    |
| 15.            | Flöte           | 2′    |
| 16.            | Scharf III      |       |
| 17.            | Sesquialtera II | 2 ⁄3′ |

| III Schwellwerk C– |                 |       |
| 18.                | Salicional      | 8′    |
| 19.                | Holzflöte       | 8′    |
| 20.                | Fugara          | 4′    |
| 21.                | Geigenprinzipal | 4′    |
| 22.                | Spitzflöte      | 2′    |
| 23.                | Quinte          | 1 ⁄3′ |
| 24.                | Cornett III-IV  |       |
| 25.                | Oboe            | 8′    |

| Pedal C– |               |     |
| 26.      | Prinzipal     | 16′ |
| 27.      | Subbass       | 16′ |
| 28.      | Oktavbass     | 8′  |
| 29.      | Flöte (Nr. 3) | 8′  |
| 30.      | Flöte (Nr. 5) | 4′  |
| 31.      | Nachthorn     | 2′  |
| 32.      | Posaune       | 16′ |

- Koppeln: II/I, III/I, III/II, I/P, II/P, III/P
- Spielhilfen: Handregister, drei freie Kombinationen, zwei zusätzliche Pedalkombinationen, Tutti, Absteller.

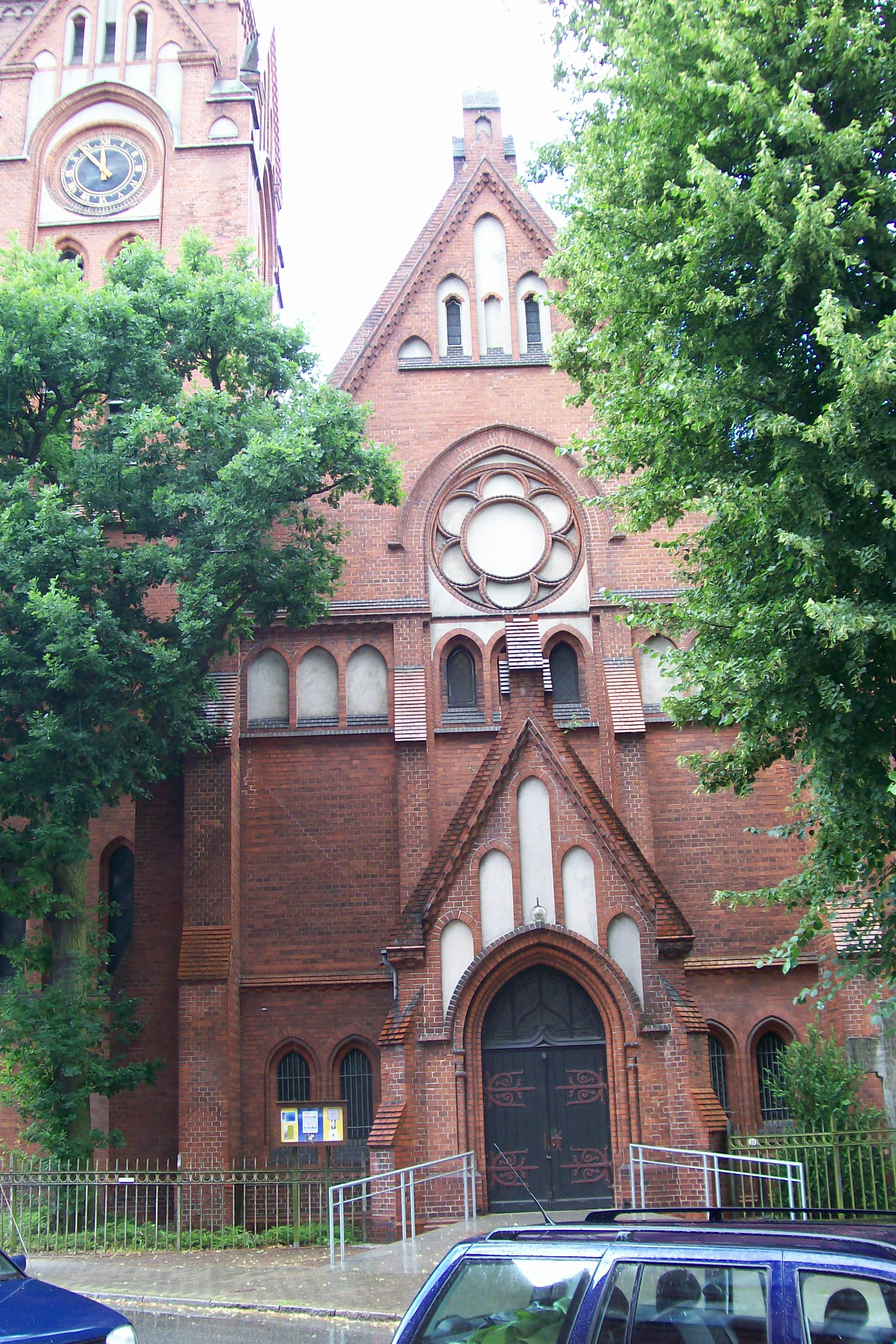
Haupteingang der Kirche
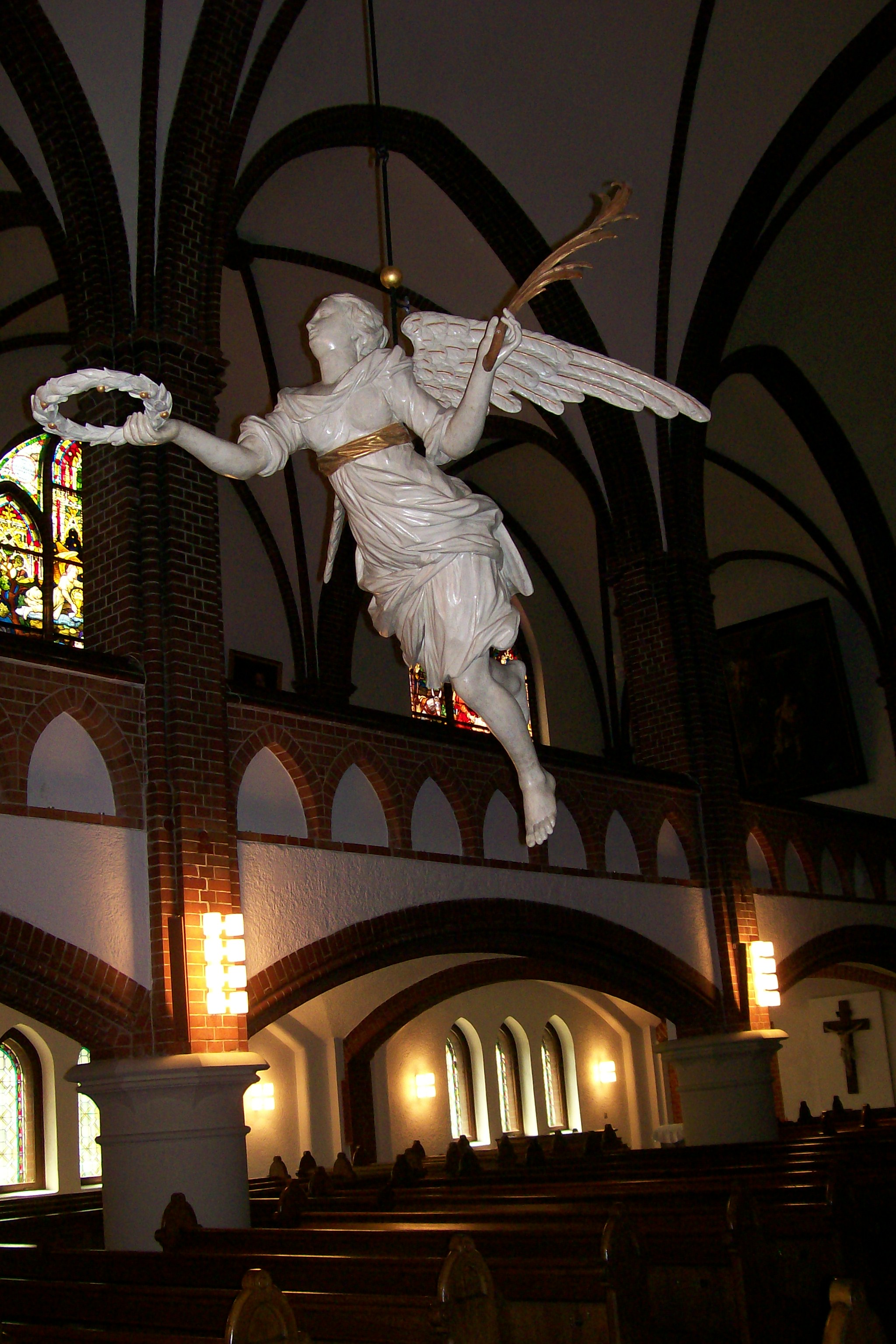
Taufengel von Dietrich Jürgen Boy
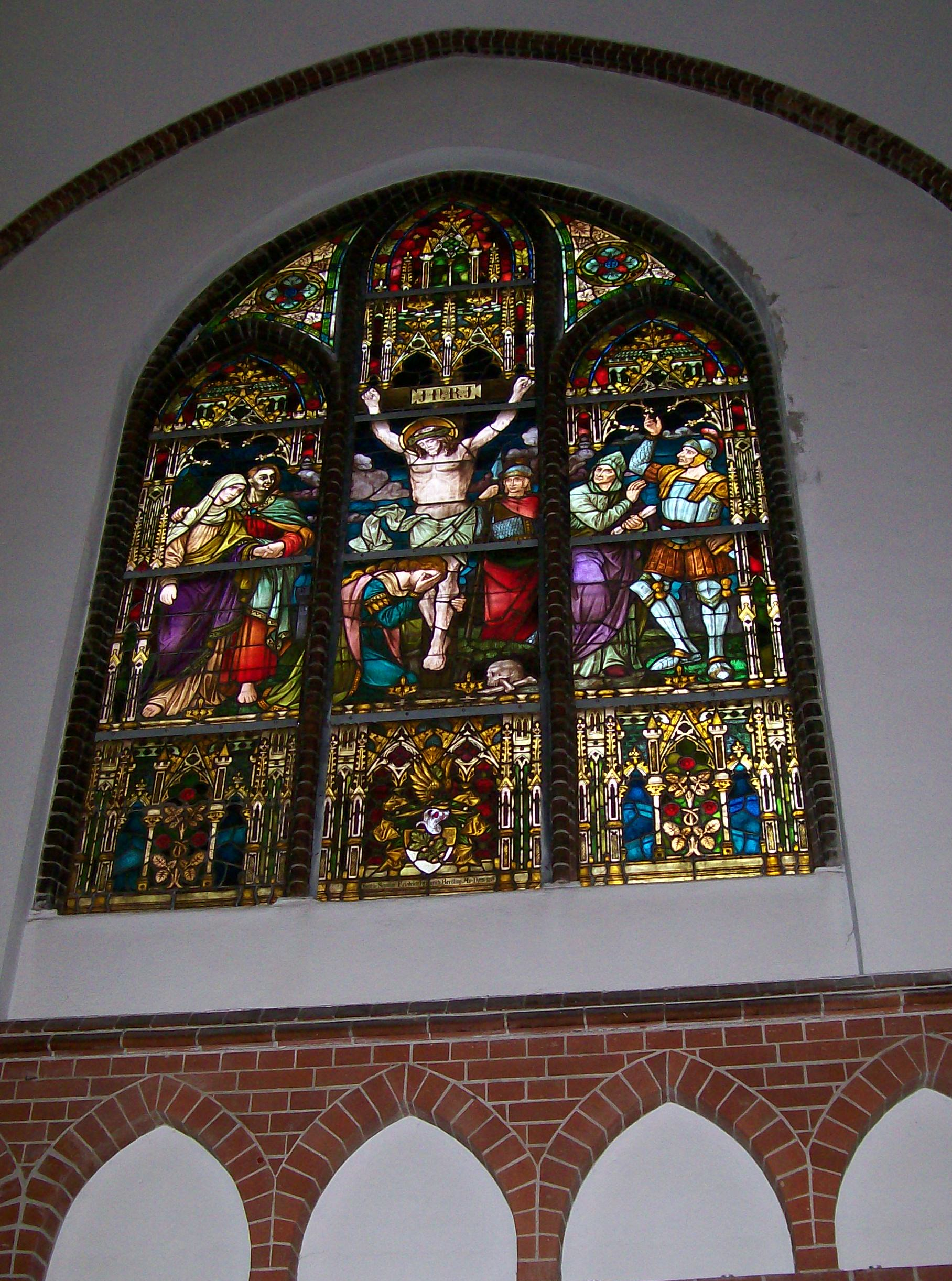
Fenster im Hauptschiff
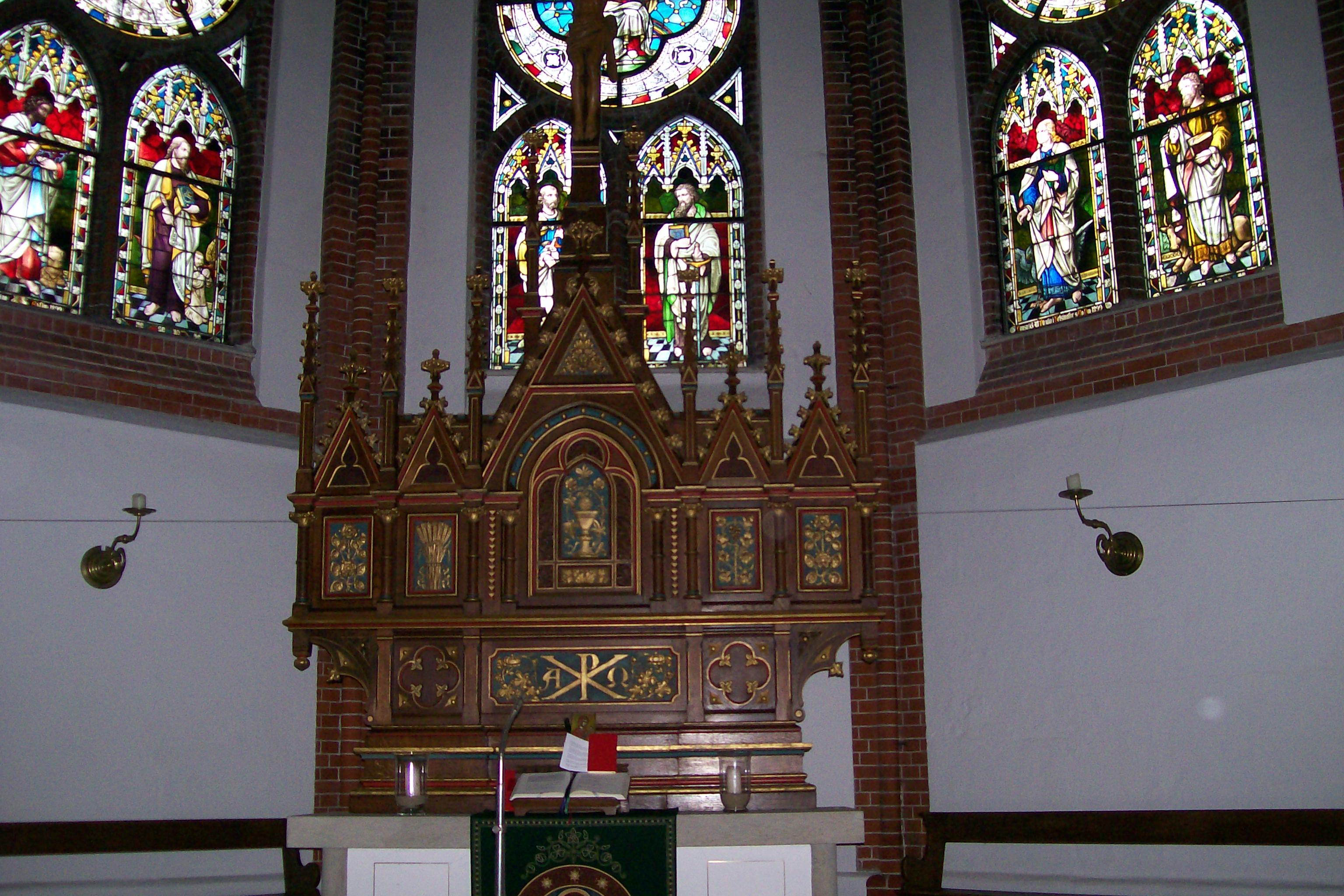
Neugotischer Altar
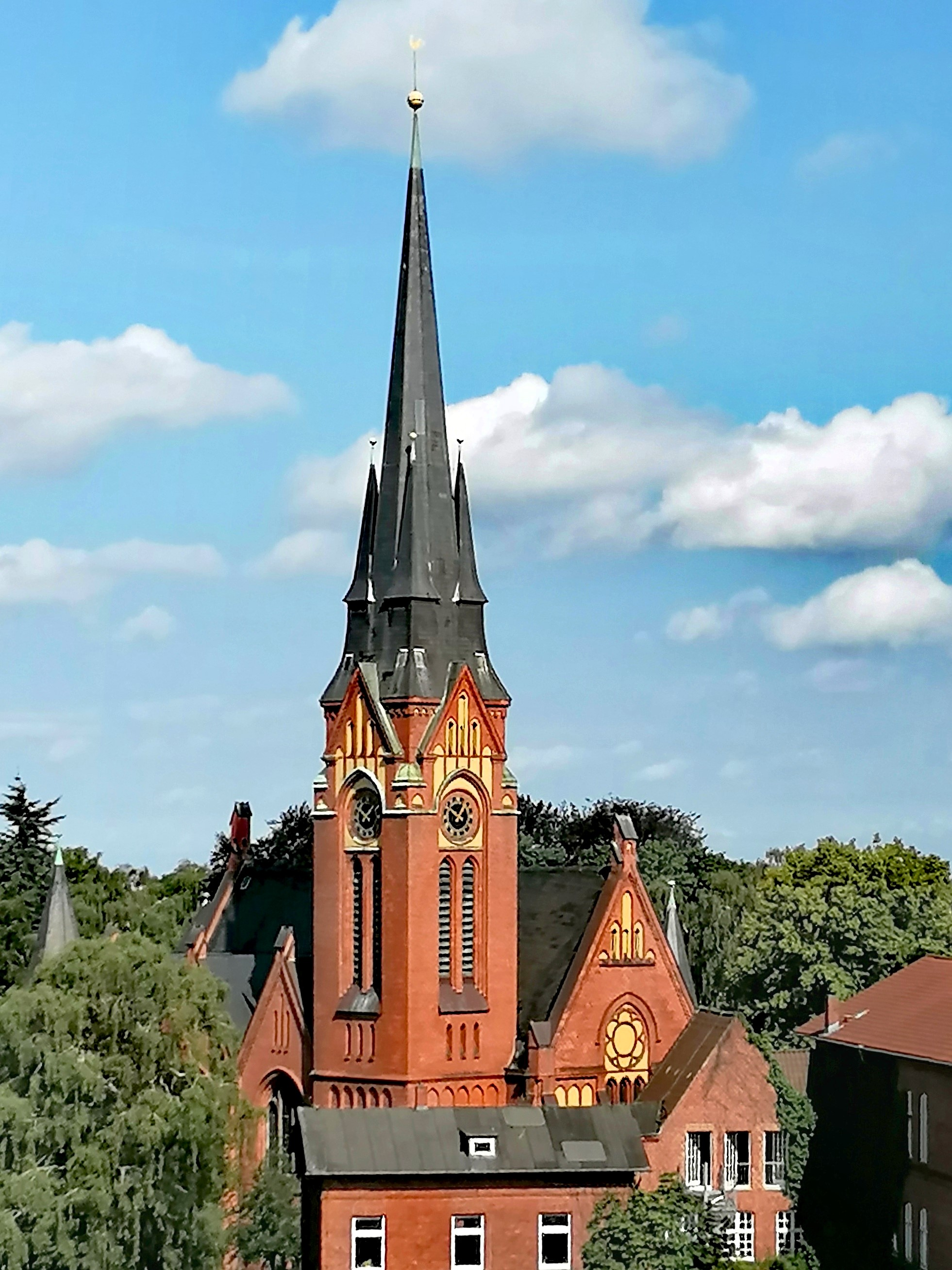
Die Kirche

## Glocken
Im Turm befindet sich ein dreistimmiges historisches Geläut, welches aus zwei Leihglocken und der kleinen vom alten Geläut übrig gebliebenen Glocke besteht. Beim Abbruch der alten Kirche im Jahr 1899 wurden die alten Glocken eingeschmolzen. Das erste Geläut bestand aus zwei Glocken, welche von den Gießern Cordtmann und Arend Kleymann im Jahr 1660 gegossen wurden. Die kleine Glocke wurde 1849 durch den letzten Lübecker Ratsgießer F. W. Hirt umgegossen. Die dritte und kleinste Glocke des Geläutes wurde von einem unbekannten Gießer gegossen. Im 1. Weltkrieg wurde dieses Geläut eingeschmolzen. Die Lübecker Glockengießerei M & O Ohlsson goss als Ersatz im Jahr 1925 wieder ein dreistimmiges Geläut, wovon dann im 2. Weltkrieg leider die beiden großen Glocken eingeschmolzen wurden. Die kleinste Glocke überstand als einzige den Krieg und ist noch heute Bestand vom Geläut. Nach dem Krieg im Jahr 1950 bekam die Kirche dann zu der vorhandenen Ohlsson-Glocke zwei Leihglocken vom Hamburger Glockenfriedhof aus Danzig, in dieser Zeit sind etliche Danziger Glocken vom Hamburger Glockenfriedhof nach Lübeck gekommen. Seitdem erklingt vom Turm der St. Lorenz-Kirche ein dreistimmiges Geläut, welches in der Hansestadt durchaus zu den interessanten Geläuten zählt.
| Nr. | Schlagton | Durchmesser (mm) | Gießer, Gussort                  | Gussjahr |
| --- | --------- | ---------------- | -------------------------------- | -------- |
| 1   | d1        | 1322             | Johann Gottfried Anthonÿ, Danzig | 1783     |
| 2   | f1        | 1150             | Michael Wittwerck, Danzig        | 1732     |
| 3   | a1        | 943              | M & O Ohlsson, Lübeck            | 1925     |

## Friedhof

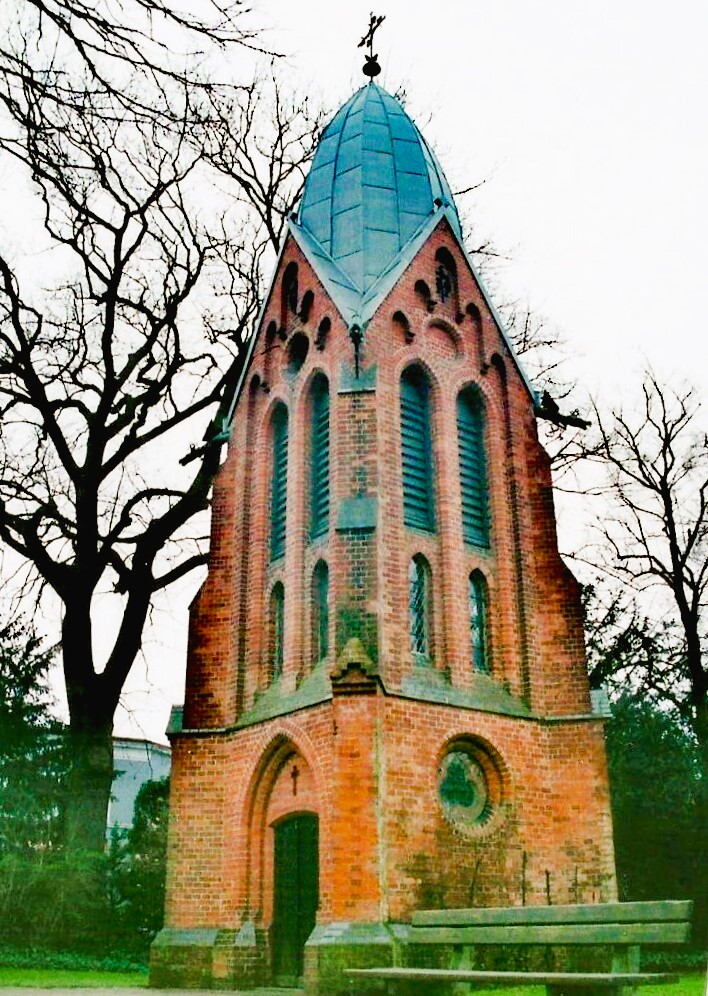
Glockenturm

Der St.-Lorenz-Friedhof ist älter als die Kirche und wurde 1597 aufgrund einer Pest-Epidemie angelegt, in der mit 7000 bis 8000 Toten etwa ein Drittel der damaligen Stadtbevölkerung verstarb. Die Einweihung erfolgte am 10. August, dem Tag des heiligen Laurentius von Rom, der so zum Namensgeber erst des Friedhofs, dann der Kirche und heute auch zwei Lübecker Stadtteilen wurde. Zunächst als Pest- und Armenfriedhof benutzt, wurde er im späten 18. Jahrhundert das Zentrum einer Friedhofs-Reformbewegung, als sich hier demonstrativ einige wohlhabende Bürger Grabstellen kauften, als erster Friedrich Bernhard von Wickede, der 1786 seine Frau Auguste hier beisetzen ließ, dann der spätere Bürgermeister Christian Adolph Overbeck, der hier 1797 seine Mutter bestatten ließ, sowie der Arzt Johann Julius Walbaum, wie Overbeck einer der Mitbegründer der Gesellschaft zur Beförderung gemeinnütziger Tätigkeit, der hier 1799 begraben wurde. Es setzte ein Wettbewerb bezüglich der Gestaltung der klassizistischen Grabmale ein, die sogar von den Brüdern Heyd aus Kassel herangeschafft wurden. Im 19. Jahrhundert folgten weitere Angehörige von Familien des Lübecker Patriziats, aber auch der Prediger Johannes Geibel, die mit dem Lübecker Marzipan verbundene Familie Niederegger deren Grabsteine ab dem dritten in der Firmenschrift ausgeführt sind und der Industrielle Karl Martin Schetelig. Ältestes Erinnerungsmal auf dem Friedhof ist das freistehende Pestkreuz von 1598 aus gotländischem Kalkstein.

Grabmäler
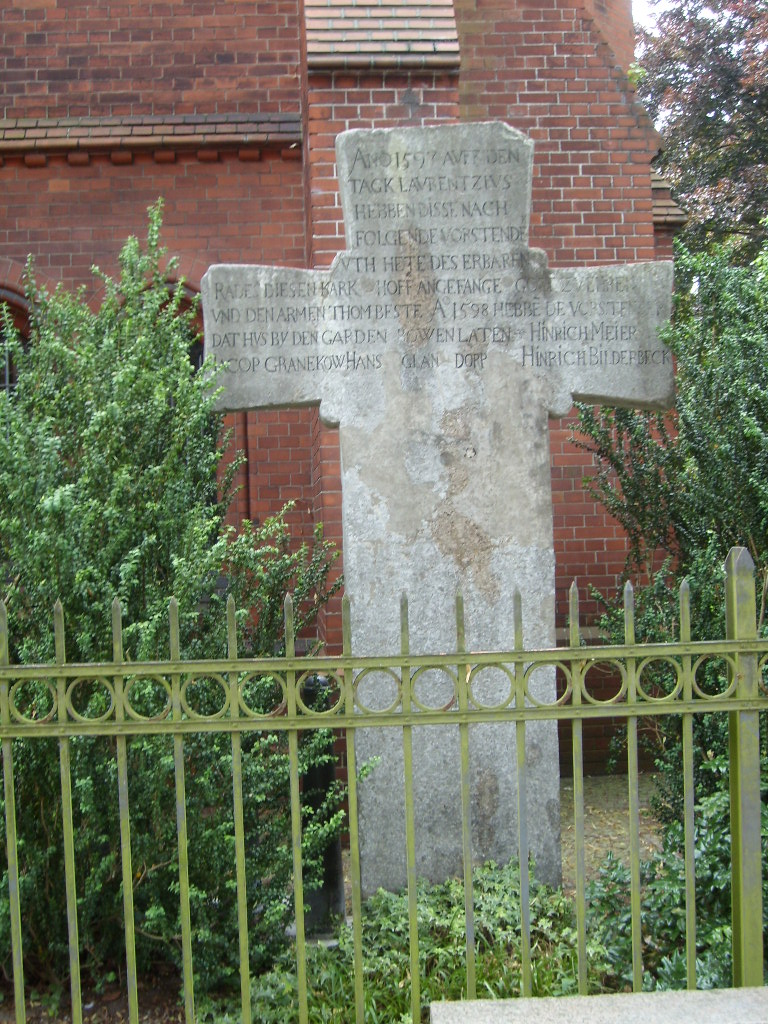
Pestkreuz von 1598
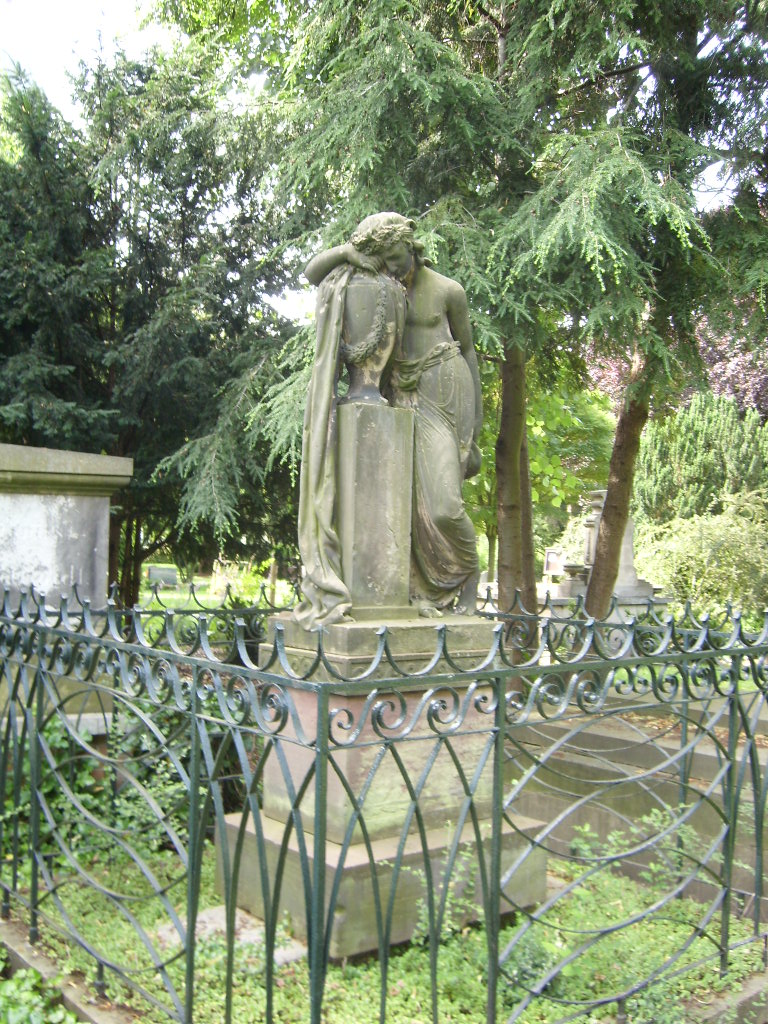
Grabmal Meder von L. D. Heyd
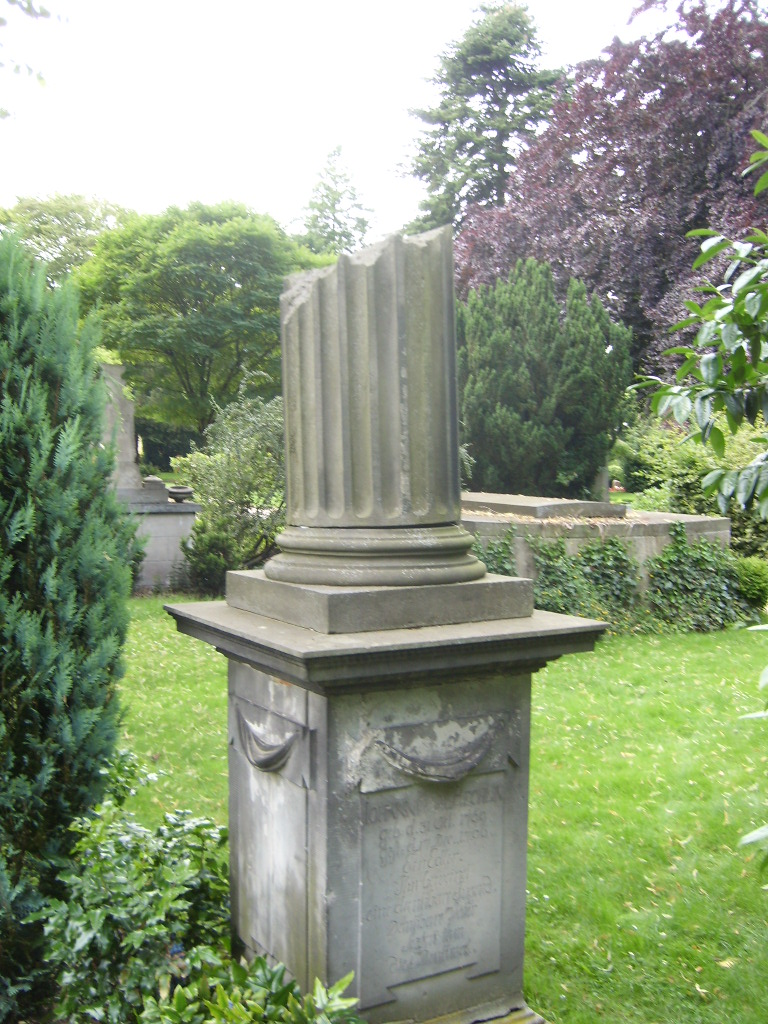
Grabmal Karl Rechlin
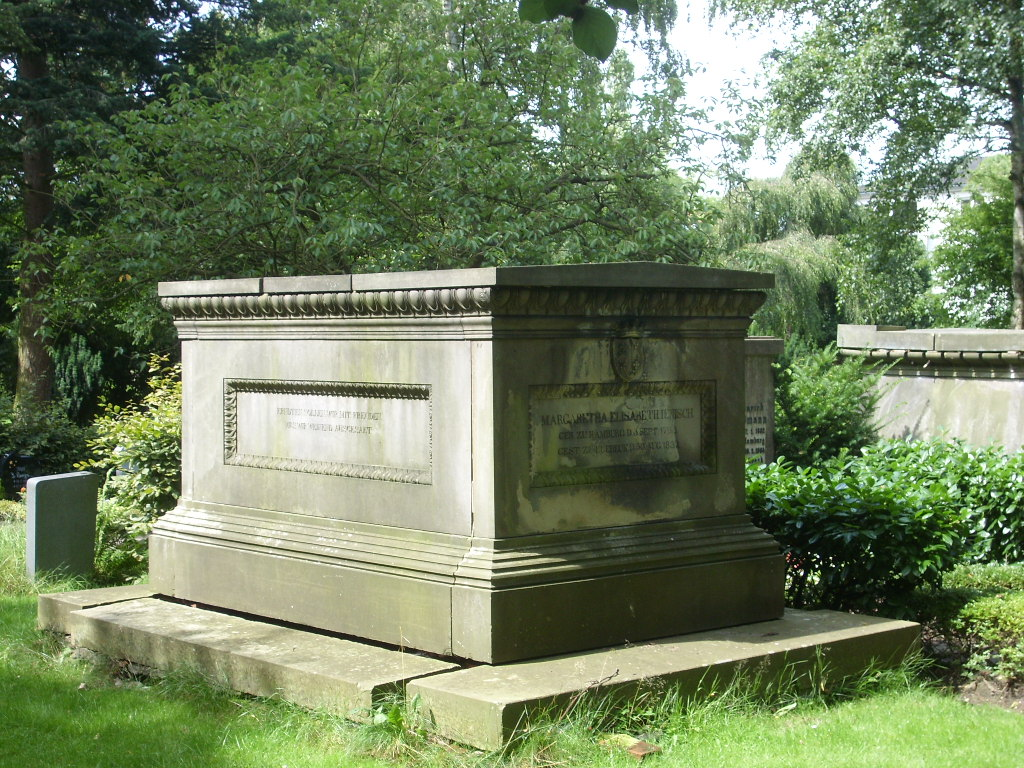
Grabmal Margaretha Elisabeth Jenisch
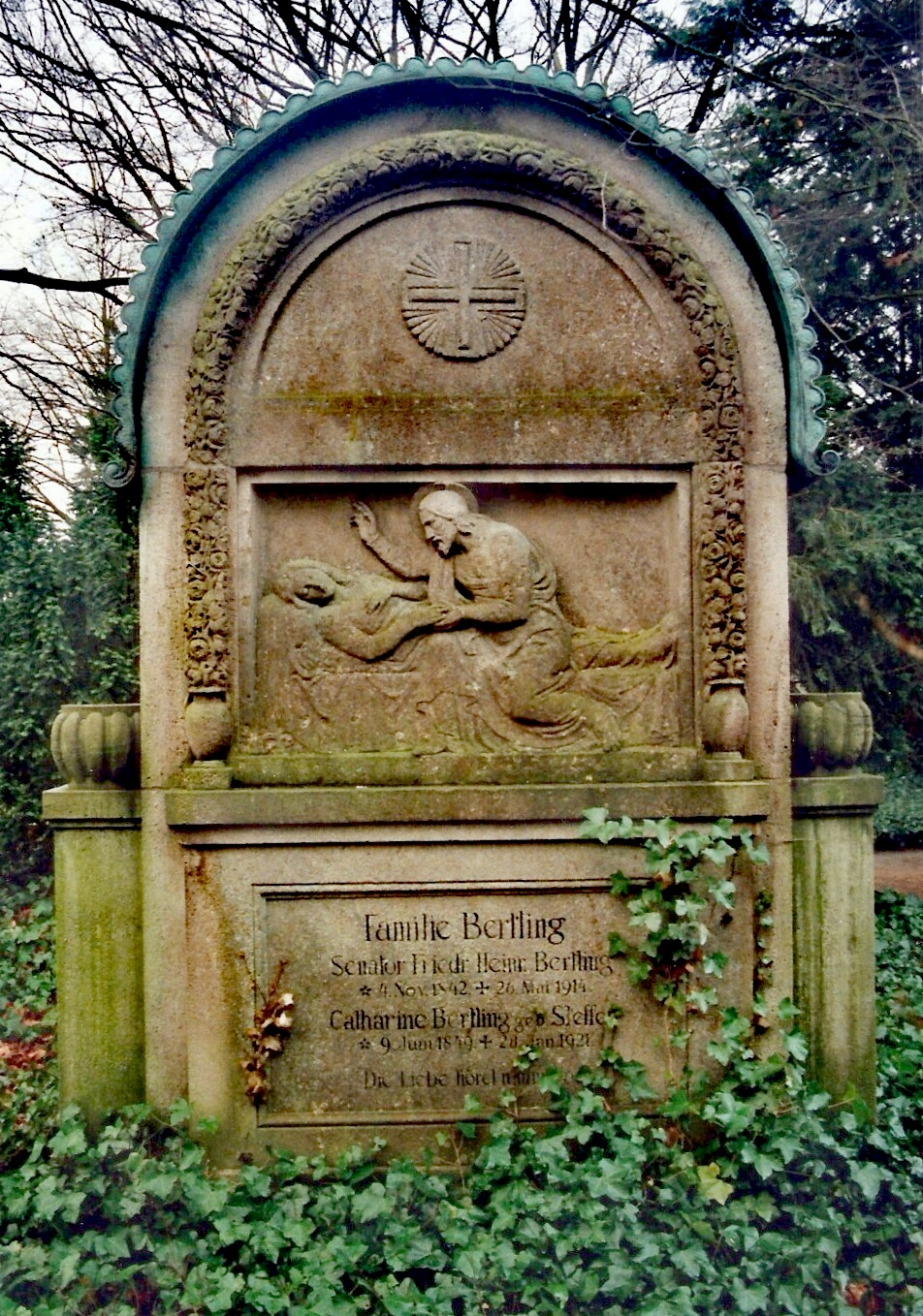
Grabmal der Familie Bertling
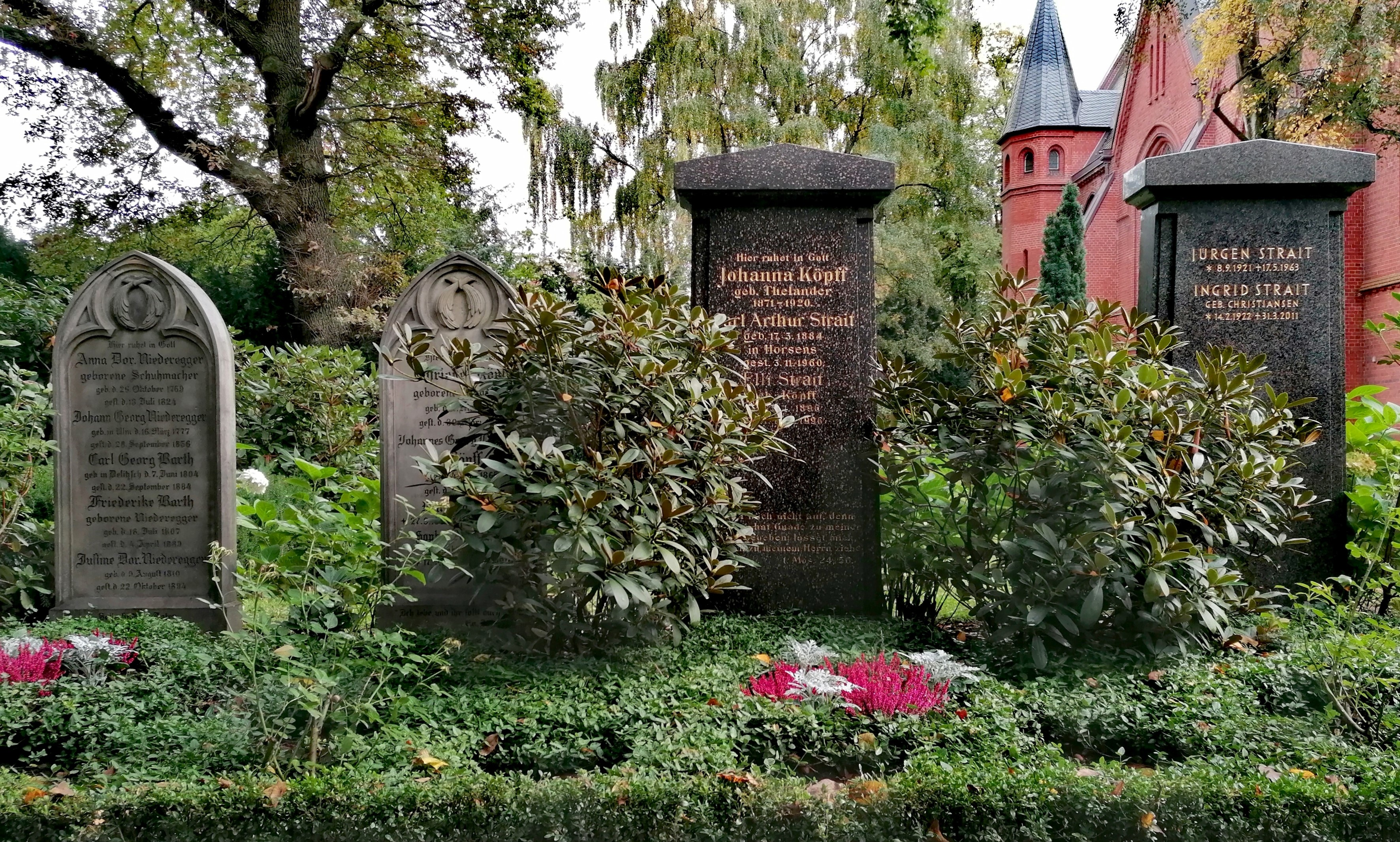
Niederegger

1906 kam der damals voll belegte Friedhof in städtische Verwaltung. Er steht seit 1977 gemeinsam mit der Kirche unter Denkmalschutz. Seit dem 1. Januar 2008 wird der Friedhof wieder von der Kirchengemeinde selbst verwaltet.